# زينتسيغ
زينتسيغ (بالألمانية: Sinzig) هي بلدة ألمانية تقع في ألمانيا في أرفيلر. يقدر عدد سكانها بـ 17,653 نسمة. وهي إحدى مدن بربروسا.

## أعلام
- يوجين أوت
- أوتو شميت
- هيلموت هوفر